# Paul-Gustave van Hecke
Paul-Gustave van Hecke, né le 27 décembre 1887 à Gand et mort le 23 février 1967 à Ixelles, est un journaliste et éditeur belge, couturier, amateur, marchand d'art et organisateur de festivals de cinéma. Marié à Honorine Deschrijver avec qui il fonde la maison « Couture Norine », il est proche des peintres Frits van den Berghe, Gustave De Smet, Constant Permeke et plus tard René Magritte dont il soutient les œuvres.

## Biographie

### Enfance et adolescence

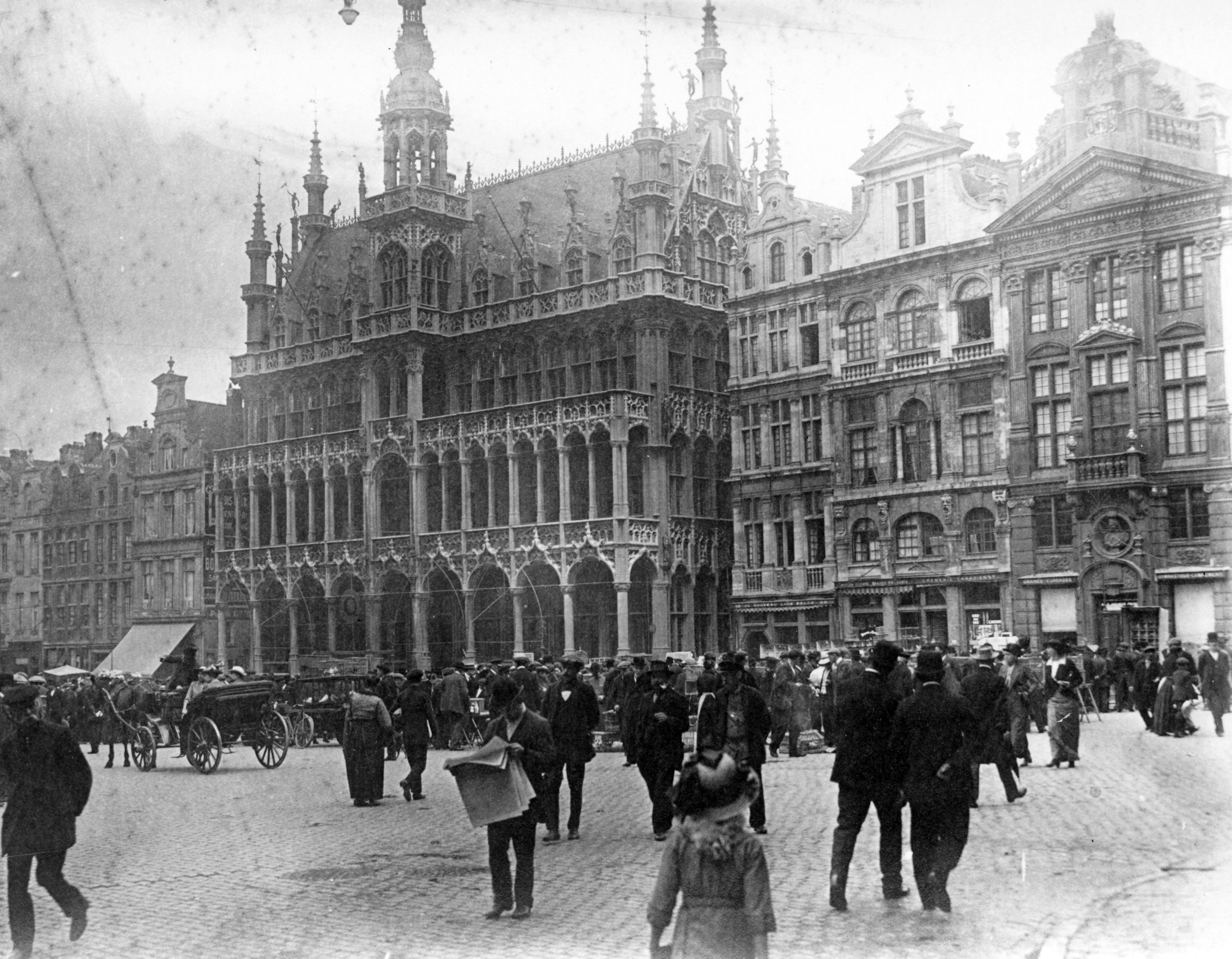
Grand-Place de Bruxelles, 1917.

Après la mort de son père, épicier ou ouvrier, en 1897, Paul Verbauwen, l'un des dirigeants du Parti socialiste flamand, devient le tuteur de Paul-Gustave van Hecke qui se lie d'amitié en 1903 avec Henri de Man. En 1905, Van Hecke est cofondateur et secrétaire de la « Jeune garde socialiste » et publie ses premiers écrits. Il participe en 1907 à la création d'un magazine littéraire, Nieuw Leven (Nouvelle vie) et deux ans plus tard est secrétaire de l'Association flamande pour le théâtre. Établi à Laethem-Saint-Martin, il se lie d'amitié, la même année, avec les artistes de l'École de Laethem-Saint-Martin, Frits van den Berghe, Gustave De Smet, Constant Permeke. Quittant Nieuw Leven, il collabore au magazine De Boomgaard (Le Verger) puis, installé à Anvers, au De Nieuwe Gazet (La Nouvelle gazette) et, en français, à La Métropole. Il rencontre alors Maria Barbery qui devient sa première femme en 1912 et dont il divorce en 1921. En 1913, il crée De Tijd (Le Temps) qui ne connaît qu'une existence éphémère.
Après le début de la Première Guerre mondiale il vient à  Bruxelles, travaillant pour De Vlaamsche Post (La Poste flamande), et participe un moment à la reprise du théâtre de l'Alhambra. Il devient ensuite pour quelques mois le directeur du théâtre La Bonbonnière.

### Entre-deux-guerres

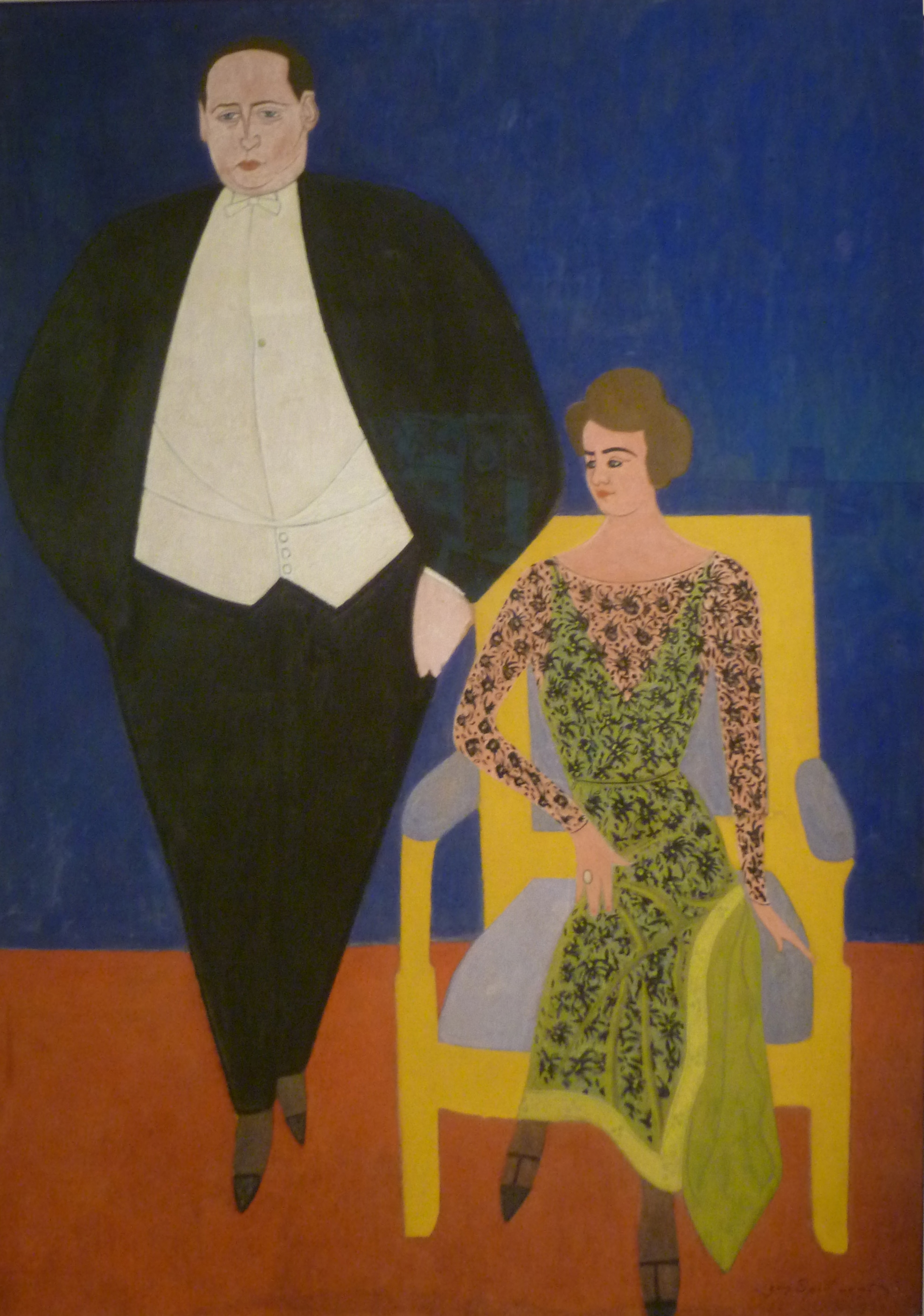
P.G. van Hecke et Norine par Léon Spilliaert, 1920, (Musée d'Art à la mer, Ostende)

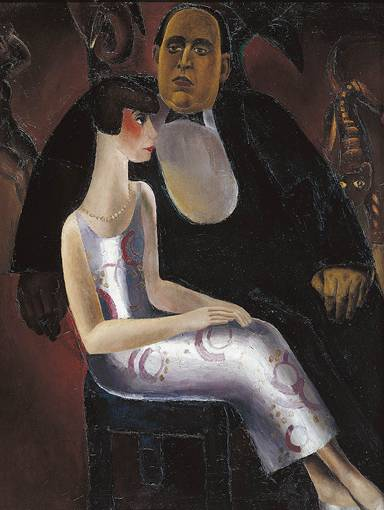
P.G. van Hecke et Norine par Frits van den Berghe, 1923 (Musée royal des Beaux-Arts d'Anvers)

Van Hecke rencontre alors Honorine Deschrijver, connue sous le nom de « Norine ». Ils fondent ensemble vers 1916 la maison de couture à succès « Couture Norine », 67 avenue Louise à Bruxelles, qui sera surnommée « la Chanel du Nord ». Plusieurs artistes de l'époque les représenteront ou travailleront avec la maison de couture tels que Léon Spilliaert ou Edgard Tytgat qui la dépeint dans le tableau Souvenir d'un dimanche. Van Hecke dispose d'importants moyens qui lui permettent de créer en 1920 une maison d'édition, Het Roode Zeil (La Voile rouge). Sa première publication est un recueil de poèmes de Karel van de Woestijne, parmi les suivantes Mélusine de Franz Hellens et La Lumière, pièce de théâtre de Georges Duhamel.
Van Hecke dirige en 1920, en association avec André de Ridder, la galerie puis la revue Sélection qui défend l'expressionnisme flamand et plus généralement l'art moderne, puis en 1921-1922, Signaux de France et de Belgique, à laquelle collaborent André Salmon, Pierre Mac Orlan, Jean Cocteau, Léon Bloy, André Malraux ou Max Jacob.
Dès 1924 van Hecke et Norine commandent à René Magritte, que leur a fait connaître leur ami E. L. T. Mesens, illustrations et affiches pour Couture Norine. En janvier 1926 Magritte signe un contrat de quatre ans avec la galerie Le Centaure, 62 avenue Louise, dont van Hecke est le conseiller. Pendant cette période, il réalise 280 peintures à l’huile, ce qui représente presque le quart de son œuvre. Il peindra aussi un portrait de Van Hecke, faisant émerger son visage du flanc d'une guitare, et composera plusieurs projets de décor mural pour la maison Norine. En mars 1927 van Hecke publie dans la revue Sélection un article, « René Magritte : peintre de la pensée abstraite », et préface en avril, avec Paul Nougé, l'exposition du peintre à la galerie Le Centaure.
Avec E. L. T. Mesens Paul-Gustave van Hecke ouvre en octobre 1927 une nouvelle galerie à Bruxelles, L’Époque (43 chaussée de Charleroi) qui présente notamment des expositions personnelles de Paul Klee, Wassily Kandinsky, Jean Arp, Giorgio de Chirico et en janvier 1928 vingt-trois peintures de Magritte. La préface rédigée par Nougé est cosignée par l'ensemble du groupe surréaliste belge, (Marc Eemans, Camille Goemans, Marcel Lecomte, E. L. T. Mesens, Louis Scutenaire, André Souris).
Développant son goût pour le Surréalisme, van Hecke soutiendra Paul Delvaux et Marcel Mariën. De 1928 à 1931 van Hecke anime simultanément la revue Variétés qui publie en juin 1929 un numéro hors série, Le surréalisme en 1929, avec notamment des textes de Sigmund Freud, René Crevel, Paul Éluard, Paul Nougé, Pierre Unik, Benjamin Péret, Georges Sadoul, Louis Aragon, Robert Desnos, E. L. T. Mesens, Raymond Queneau et André Breton.
La dépression des années 1930 force van Hecke à mettre fin à ses entreprises et à vendre en mai 1933 une part de sa collection privée et l'année suivante, probablement à Mesens, seize œuvres de Magritte, pour sauver « Couture Norine ». Van Hecke redevient journaliste pour le quotidien de Gand Vooruit (En avant), de langue néerlandaise et de tendance socialiste.
Durant la Seconde Guerre mondiale il quitte la Belgique pour la France. Il dirige en 1943 la division francophone des Éditions Lumière d'Angèle Manteau et son magazine hebdomadaire Zondagspost (Courrier du Dimanche). Il participe l'année suivante au journal socialiste Le Peuple. Grâce à Van Hecke, Magritte reçoit sa première commande pour l’illustration d’un livre devant paraître à Anvers aux Éditions Lumière, douze illustrations pour Vathek de William Beckford mais le projet ne vit jamais le jour.

### Après-guerre
Se tournant vers le cinéma Van Hecke organise en 1947 le premier festival Mondial du Film et des Beaux-arts à Bruxelles et en 1949 le deuxième à Knokke en connexion avec une exposition d'art moderne au casino. L'année suivante il devient directeur général de la Société des Cinémas Pathé, s'occupant de plusieurs cinémas de Bruxelles, notamment du Pathé Palace. Il continue pendant la décennie de participer aux festivals et expositions à Knokke.
Au début des années 1960 ses problèmes de santé incitent Van Hecke à se retirer de la vie publique. Il meurt en 1967 à Ixelles, Norine dix ans plus tard.

## Ouvrages
- Miousic, sept poèmes à la louange de la musique baroque, sept dessins de Géo Navez, Bruxelles, éditions Sélection, 1921, 45 p.
- Fraîcheur de Paris, cinq dessins et seize ornements par Gustave De Smet, Bruxelles, éditions Sélection, 1921, 39 p.
- Poèmes 1920-1923, couverture dessinée par Gustave De Smet, Anvers, éditions Sélection, 1924, 124 p.
- Frits Van den Berghe, Anvers, De Sikkel, 1948.

## Éléments de bibliographie
- Patrick Waldberg, René  Magritte, suivi d'une bibliographie générale par André Blavier, Bruxelles, André de Rache, 1965, p.212-215.
- Hommage à Paul-Gustave Van Hecke, textes notamment de Patrick Waldberg, Paul Delvaux, E. L. T. Mesens, Bruxelles, André de Rache, 1969, 172 p. [ouvrage collectif édité à l'occasion de l'exposition « Hommage à Paul-Gustave Van Hecke » présentée à la Galerie Govaerts, à Bruxelles, en décembre 1969].
- Kunstpromotor Paul-Gustave van Hecke (1887-1967) en de avant-garde [L'animateur Paul-Gustave Van Hecke et l'avant-garde] (en néerlandais), textes notamment de Virginie Devillez, Michel Draguet, Manu van der Aa, Piet Boyens, Johan De Smet, Xavier Canonne, Céline De Potter, Nele Bernheim, Peter Pauwels, Hendrik Olivier et Tanguy Van Eeckhout, Koninklijke Musea voor Schone Kunsten van België/Uitgeverij Snoeck, Brussel/Gent-Kortrijk , 2012, 176 p.  (ISBN 978-94-616-1043-0) [onzième numéro des Cahiers des Musées royaux des Beaux-Arts de Belgique publié parallèlement à l'organisation de l'exposition Souvenir d'un dimanche. Paul-Gustave Van Hecke et les artistes des années 1920, Musée Dhondt-Dhaenens, Deurle, 2012].
- Paul-Gustave van Hecke (1887-1967), textes de Manu van der Aa, Sjoerd van Faassen, Hans Renders et Marc Somers, Anvers, Garant, 2012  (ISBN 978-90-441-2948-9)
- Manu van der Aa, Tatave! Paul-Gustave van Hecke: Kunstpaus, modekoning en salonsocialist (en néerlandais), Tielt, Lannoo, 2017, 500 p.  (ISBN 978-94-014-4208-4)
- Michel Draguet, Magritte, folio biographies, Gallimard, 2014.
- Variétés, Avant-garde, surréalisme et photographie 1928-1930, textes de Ronny Gobyn, Sam Stourdzé, Damarice Amao, Xavier Canonne, Hendrik Ollivier, Kim Robensyn, Athina Alvarez, Actes Sud, 2019, 370 p.  (ISBN 978-2-330-12657-5)